# فرفوح
فرفوح (بالإنجليزية: Bump in the Night)‏ مسلسل أمريكي بتقنيه إيقاف الحركة من إنتاج شركة الإذاعة الأمريكية (ABC) . تم عرض المسلسل لأول مره في 10 سبتمبر 1994 واستمر عرضه حتى 9 ديسمبر 1995 . تمت دبلجة المسلسل للعربية بواسطة مركز الزهرة وتم عرض المسلسل على قناة سبيس تون . جميع حلقات المسلسل متاحة على منصة سبيستون غو.

## روابط خارجية
- Mr. Bumpy's Unofficial Home Page
- فرفوح على موقع IMDb (الإنجليزية)
- فرفوح على موقع كينوبويسك (الروسية)
- فرفوح على موقع قاعدة بيانات الفيلم (الإنجليزية)